# 주권주의
주권주의(主權主義, 영어: sovereigntism, 프랑스어: souverainisme)는 국가의 주권을 중시하여 그 국가를 포함하는 더 큰 집단(연방, 연합, 국제기구 등)으로부터의 독자성을 추구하는 정치 이념이다. 유럽 정치에서는 유럽회의주의와 관련되며, 미국 정치에서는 고립주의와 미국 예외주의와 연관된다. 특히 현대 프랑스 정치계에서 주요한 의제로서 많이 사용된 용어로, 드골주의 성향의 우파 정당들뿐 아니라 불복하는 프랑스 등 일부 좌익 정당들도 내건 강령이다.

## 같이 보기
- 내셔널리즘
- 유럽회의주의
- 분리주의